# Scatopsciara calamophila
Scatopsciara calamophila är en tvåvingeart som beskrevs av Frey 1948. Scatopsciara calamophila ingår i släktet Scatopsciara och familjen sorgmyggor.
Artens utbredningsområde är Finland. Arten är reproducerande i Sverige. Inga underarter finns listade i Catalogue of Life.